# Грачёвское сельское поселение (Волгоградская область)
Грачёвское се́льское поселе́ние — муниципальное образование в Городищенском районе Волгоградской области.
Административный центр — хутор Грачи.

## История
Грачёвское сельское поселение образовано 14 мая 2005 года в соответствии с Законом Волгоградской области № 1058-ОД.

## Население
| 2010 | 2012  | 2013  | 2014  | 2015  | 2016  | 2017  |
| ---- | ----- | ----- | ----- | ----- | ----- | ----- |
| 1029 | ↘1026 | ↘1017 | ↗1032 | ↘1017 | ↘1006 | ↘1000 |
| 2018 | 2019  | 2020  | 2021  |       |       |       |
| ↘982 | ↘971  | ↗987  | →987  |       |       |       |

## Состав сельского поселения
| № | Населённый пункт | Тип населённого пункта        | Население |
| - | ---------------- | ----------------------------- | --------- |
| 1 | Грачи            | хутор, административный центр | →987      |